# Mōri Hidemoto
En aquest nom japonès, el cognom és Mōri.
Mōri Hidemoto (毛利 秀 元 1579-1650) va ser un samurai i dàimio del període Sengoku al període Edo de la història del Japó.
Va ser net de Mōri Motonari i va servir sota les ordres de Toyotomi Hideyoshi, pel que va participar en el Lloc d'Odawara (1590) i en les invasions japoneses de Corea de 1592 - 1598, per la qual cosa va rebre un feu valorat en 200.000 koku, i e va convertir en dàimio.
Després de la batalla de Sekigahara el seu feu es va reduir a 50.000 koku.